# Anna Świderkówna

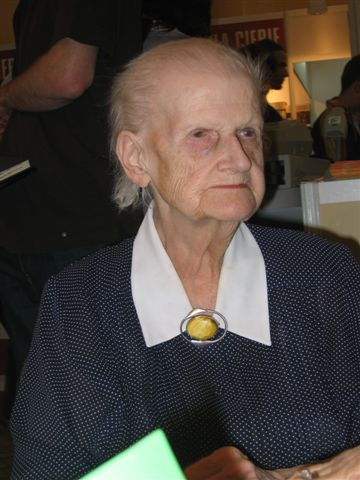
Anna Świderkówna (2006)

Anna Świderkówna, geborene Anna Świderek, (* 5. Dezember 1925 in Warschau; † 16. August 2008 ebenda) war eine polnische Schriftstellerin, Sachbuchautorin, Historikerin, Philologin und Hochschullehrerin an der Universität Warschau.

## Leben
Sie studierte Klassische Philologie an der Universität Warschau, welches sie 1949 erfolgreich beendete.
1957 erhielt sie ein Stipendium der französischen Regierung am Sorbonne-Institut für Pariser Papyrologie. 1962 wurde sie Leiterin der Abteilung für Papyrologie an der Universität Warschau, die sie bis 1991 innehatte. 1968 wurde sie zur außerordentlichen Professorin für den Fachbereich Geisteswissenschaften ernannt und 1986 zur ordentlichen Professorin. 1997 ging sie in den Ruhestand.
Sie hat Polen viele Male auf internationalen Konferenzen und Symposien vertreten, die sich mit der Geschichte der antiken Literatur und Kultur befassten.

## Ehrungen
- 2008: Orden Polonia Restituta